# Havok (Marvel)
Havok (Alexander "Alex" Summers) is een fictieve superheld uit de strips Marvel Comics, en een lid van de X-Men. Hij werd bedacht door Roy Thomas en Neal Adams, en verscheen voor het eerst in Uncanny X-Men #54 (maart 1969).
Havok is een mutant met de gave om krachtige plasmaschoten te genereren, een gave die hij maar met moeite onder controle kan houden. Hij is de jongere broer van Cyclops en de oudere broer van Vulcan.

## Biografie
Alexander Summers is de tweede van drie zonen van Christopher Summers, een majoor en testpiloot voor de United States Air Force en diens vrouw Katherine Anne. Zijn vader nam de familie op een dag mee voor een vlucht in hun vliegtuig. Ze werden aangevallen door een ruimteschip van de Shi'ar. Toen het vliegtuig in brand vloog en neerstortte werden Alex en Scott (Cyclops) door hun ouders uit het vliegtuig gegooid met een parachute in de hoop dat ze het zouden overleven. Na het ongeluk belandden de twee in een weeshuis en Alex werd snel geadopteerd door de Blandings: een familie wiens zoon Tod was omgekomen bij een auto-ongeluk. Alex’ krachten ontwikkelden zich toen hij en zijn adoptiezus Haley werden ontvoerd. Dit trok de aandacht van Mister Sinister die onderzoek deed naar de Summers afstamming. Hij zorgde dat Alex en Haley vergaten wat die nacht was gebeurd.
Alex ging studeren en haalde een diploma in geofysica. Zijn broer Scott, die inmiddels leider was van de X-Men spoorde Alex op en ontdekte dat hij ook een mutant was. Omdat Alex niet in staat was zijn krachten te beheersen werd hij gevangen door Larry Trask en zijn Sentinels, die erop uit waren alle mutanten te controleren of uit te roeien. Trask maakte voor Alex een speciaal kostuum dat hem in staat stelde zijn gaven beter te beheersen, waarna Alex de codenaam Havok aannam. Als Havok sloot hij zich aan bij de X-Men en begon een relatie met Polaris, dit tot woede van Iceman. Havok werd ook goede vrienden met Wolverine.
Na samen met enkele andere X-Men maar net te zijn ontsnapt aan een groep cyborgjagers genaamd de Reavers, verloor Havok zijn geheugen en belandde in Genosha; een land geregeerd door mutanten. Hij werd een hoge officier in het Genoshaanse leger. De X-Men kwamen hier pas achter toen de Genoshaanse overheid mutanten van de X-Men, X-Factor en de New Mutants ontvoerde. Havoks geheugen keerde terug na een gevecht met zijn broer Cyclops.
Havok werd hierna de leider van het door de overheid gesponsorde team X-Factor. Door toedoen van Dark Beast kreeg hij echter een zenuwinzinking en richtte vierde incarnatie van de Brotherhood of Mutants op. Ook werd hij door een ontploffing veroorzaakt door een experimenteel apparaat naar een parallel universum gestuurd. In dit universum was hij de leider van de X-Men aangezien de Scott uit dit universum de vliegtuigramp in hun jeugd niet had overleefd. Hij werd hier tijdelijk lid van een X-Men team genaamd The Six. Uiteindelijk keerde hij terug naar zijn eigen wereld.
Havok keerde uiteindelijk terug bij de X-Men om wat over was van zijn team, Rogue en Iceman + nieuwkomer Mystique te helpen in hun gevecht tegen Apocalypse. Havok vocht met Gambit, die door Apocalypse was veranderd in een van zijn ruiters.
Recentelijk werd Havok door Professor X gerekruteerd om samen met Rachel Summers, Nightcrawler, Warpath, Darwin en Polaris deelt te nemen aan een missie in de ruimte om Vulcan te stoppen.

## Krachten en vaardigheden
Havok is een mutant met de gave om kosmische energie te absorberen, verwerken en vervolgens af te schieten uit zijn lichaam als golven van plasma in de vorm van een straal of ontlading. Deze golven kunnen vanuit zijn lichaam alle kanten op bewegen, maar meestal concentreert Havok ze in een richting via zijn armen. Dit geeft hem controle over een zeer destructieve kracht. Havok is immuun voor vrijwel elke vorm van radiatie en hitte. Verder is hij immuun voor zijn eigen krachten, en die van Cyclops.
Als Havok iets raakt met zijn plasmagolven zal het plotselinge temperatuurverschil dat voorwerp vaak doen versplinteren, exploderen of desintegreren. Op het laagste niveau kan hij iemand zware hoofdpijn geven door zijn golven op die persoon te richten. Havoks lichaam is constant bezig kosmische straling op te zuigen.
Havok bezit verder de gemiddelde kracht van een man van zijn leeftijd en omvang. Hij is bedreven op het gebied van geofysica en heeft vechttraining ondergaan van Wolverine.

## Ultimate Havok
In het Ultimate Marvel universum is Alex Summers, alias Havok, de veldleider van de Academy of Tomorrow, de mutantenorganistatie van Emma Frost. Ook in dit universum is Polaris zijn vriendin en teamgenoot.
Net als in de standaard strips is hij Cyclops’ broer en werken hun krachten niet op elkaar. Alleen in dit universum is Alex Cyclops’ oudere broer en niet jongere. Bovendien hebben Cyclops en Alex vaak meningsverschillen wat een breuk tussen de twee heeft veroorzaakt.

## Havok in andere media
- Havok had een gastoptreden in de X-Men animatieserie aflevering "Cold Comfort". Hij was hierin lid van X-Factor en verliefd op Icemans vriendin Lorna Dane (Polaris, hoewel ze in de aflevering niet bij die naam werd genoemd). In de serie wordt nooit bekendgemaakt dat Havok en Cyclops broers zijn, hoewel dit wel wordt gesuggereerd aangezien hun krachten geen effect hebben op elkaar. Ook toont een toekomstbeeld van Bishop dat Alex en Havok gezamenlijk vechten tegen Sentinels. Havoks stemacteur uit de serie wordt niet genoemd in de aftiteling, maar er gaan geruchten dat dit Norm Spencer is, de acteur die ook Cyclops’ stem deed.

- Havok verscheen ook in de animatieserie X-Men: Evolution, waarin zijn stem werd gedaan door Matt Hill. In tegenstelling tot de eerdere animatieserie weten Havok en Cyclops hierin wel van elkaar dat ze broers zijn. Ook het vliegtuigongeluk in hun verleden wordt onthuld. Havok wil echter geen permanent lid van de X-Men worden.

- Havok wordt gespeeld door Lucas Till in de film X-Men: First Class.